# Loch Nant
Loch Nant är en sjö i Storbritannien.   Den ligger i kommunen Argyll and Bute och riksdelen Skottland, i den nordvästra delen av landet, 600 km nordväst om huvudstaden London. Loch Nant ligger 201 meter över havet. Arean är 1,5 kvadratkilometer.Trakten runt Loch Nant består i huvudsak av gräsmarker. Den sträcker sig 1,8 kilometer i nord-sydlig riktning, och 1,7 kilometer i öst-västlig riktning.